# Большая Ходовская Сопка
Большая Ходовская Сопка — восьмая по высоте вершина на Северном Урале высотой в 1338,8 метра, входит в состав Главного Уральского хребта.

## Географическое положение
Большая Ходовская Сопка (гора Туристов-Лыжников) расположена у границы Североуральского городского округа Свердловской области с Красновишерским городским округом Пермского края, в составе Главного Уральского хребта, в 10 километрах к югу-юго-западу от горы Гумбольдта. Гора высотой в 1338,8 метра.
В 7 километрах западнее горы расположен перевал Лямпаконь, между долинами рек Большой Сосьвы (левого притока реки Сосьвы) и Малой Лямпы.

## Описание
Зона леса до 850 метров покрыта пихтово-еловыми лесами с кедром, выше — луговая и тундровая растительность, каменные россыпи и скальные выходы.